# Джабалпур (округ)
Джабалпур (хинди जबलपुर जिला; англ. Jabalpur) — округ в индийском штате Мадхья-Прадеш. Административный центр — город Джабалпур. Площадь округа — 5211 км². По данным всеиндийской переписи 2001 года население округа составляло 2 151 203 человека. Уровень грамотности взрослого населения составлял 75,7 %, что выше среднеиндийского уровня (59,5 %). Доля городского населения составляла 57,1 %.